# ليون بينسكر

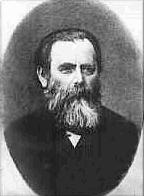
ليو بنسكر.

ليون بينسكر (بالبولندية: Leon Pinsker)‏ (مواليد 13 ديسمبر 1821 – مات 9 ديسمبر 1891) طبيب وناشط صهيوني رائد ومؤسس وقائد حركة محبي صهيون.
ورث حساً قوياً بالهوية اليهودية عن والده سمشاه بنسكر الذي كان مدرس لغة عبرية. ذهب إلى مدرسة أبيه الخاصة في أوديسا وكان من أوائل اليهود الذين ارتادوا جامعة أوديسا حيث درس القانون. أدرك لاحقاً عدم إمكانيته ممارسة المحاماة بسبب الحصة المفروضة على المهنيين اليهود فاختار الطب بديلاً.
اعتقد بنسكر أن حل مشكلة اليهود يكمن في حصولهم على حقوق متساوية. وفي السنوات الأولى، فضل بنسكر خيار الاندماج في المجتمعات المحلية على غيره حيث شارك في تأسيس أسبوعية يهودية روسية.
دفعت مذبحة أوديسا عام 1871 بنسكر إلى أن يصبح شخصية عامة ناشطة. وفي عام 1882 اجتاحت جنوب روسيا موجة أكبر من العداء ضد اليهود استمرت حتى 1884 وزُعم أن جزء منها شُن برعاية الدولة. تحول حينها رأي بنسكر جذرياً حيث فقد إيمانه بقدرة الفكر الإنساني والتنويري وحده على محاربة معاداة السامية والتغلب عليها. في عام 1884، قام بتنظيم مؤتمر دولي لحركة محبي صهيون في كاتويش في بروسيا.
نتج عن زيارته لأوروبا الغربية كتيبه المشهور الانعتاق الذاتي: تحذير روسي يهودي إلى شعبه المنشور دون ذكر المؤلف في 1 يناير 1882 والذي دعا فيه الشعب اليهودي إلى النضال من أجل الاستقلال والوعي الوطني. وأثار الكتاب ردود فعل قوية انقسمت بين تأييد ومعارضة.
كطبيب محترف، فضل بنسكر المصطلح الطبي رهاب اليهودية على التسمية المغلوطة معاداة السامية. وفي حين عرف بنسكر أن تركيباً من الأفكار الجازمة والمتناقضة يميز المرض السيكولوجي أصبح على قناعة أن نظرية الرهاب المرضي اللامنطقي قد تقدم تفسيراً مقنعاً لهذا الكره الممتد لما يزيد عن ألف عام.
ودفع تحليله لجذور هذا الكره القديم بنسكر إلى المناداة بتأسيس وطن قومي لليهود في فلسطين أو مكان أخر. وانتهى بنسكر إلى موافقة موسى ليلنبلم رأيه أن الكراهية لليهود تعود إلى كونهم أغراباً حينما حلوا باستثناء موطنهم الأصلي أرض إسرائيل. ولذا أصبح بنسكر أحد مؤسسي حركة محبي صهيون ورئيسها بدعم من البارون إدموند جيمس روتشيلد.
في عام 1890، وافقت السلطات الروسية على إنشاء «جمعية دعم المزارعين والحرفيين اليهود في سوريا وأرض إسرائيل» والمخصصة للجوانب العملية لإنشاء المستوطنات اليهودية الزراعية في أرض إسرائيل. رأس بنسكر هذه المنظمة الخيرية والمعروفة بلجنة أوديسا.
إلا أن الخلافات بين مختلف الفصائل اليهودية الدينية والعلمانية وأزمة الحركة الداخلية وفرض الإمبراطورية العثمانية حظراً على الهجرة اليهودية في تسعينيات القرن التاسع عشر زرعت الشك في ذهن بنسكر حول إذا ما كان الاستقرار في أرض إسرائيل حلاً ممكناً لمشكلة اليهود.
توفي بنسكر في أوديسا عام 1891. نُقلت رفاته إلى القدس عام 1934 حيث دفنت قرب جبل المشارف. وتحمل بلدة ناهالت يهوذا قرب ريشون لتسيون اسمه بالإضافة إلى شوارع عدة في بلدات إسرائيلية.

## أعماله
الطريق إلى الحرية: كتابات وخطابات. المقدمة بقلم بنيامين نتنياهو (بالإنجليزية: Road to Freedom: Writings and Addresses)‏.

## روابط خارجية
- ليون بينسكر على موقع الموسوعة البريطانية (الإنجليزية)